# Sả khoang cổ
Sả khoang cổ (danh pháp hai phần: Todiramphus chloris) là một loài chim trong họ Alcedinidae.
Nó có một phạm vi rộng kéo dài từ Biển Đỏ trên toàn Nam Á và miền Australasia đến Polynesia. Nó có đến 50 phân loài.
Sả khoang cổ có cổ dài từ 22 đến 29 cm và nặng 51 đến 90 gram. Màu sắc thay đổi từ màu xanh sang màu xanh ở trên trong khi các phần dưới có màu trắng hay màu da bò. Nó có cổ khoang trắng. 